# Exagon Engineering

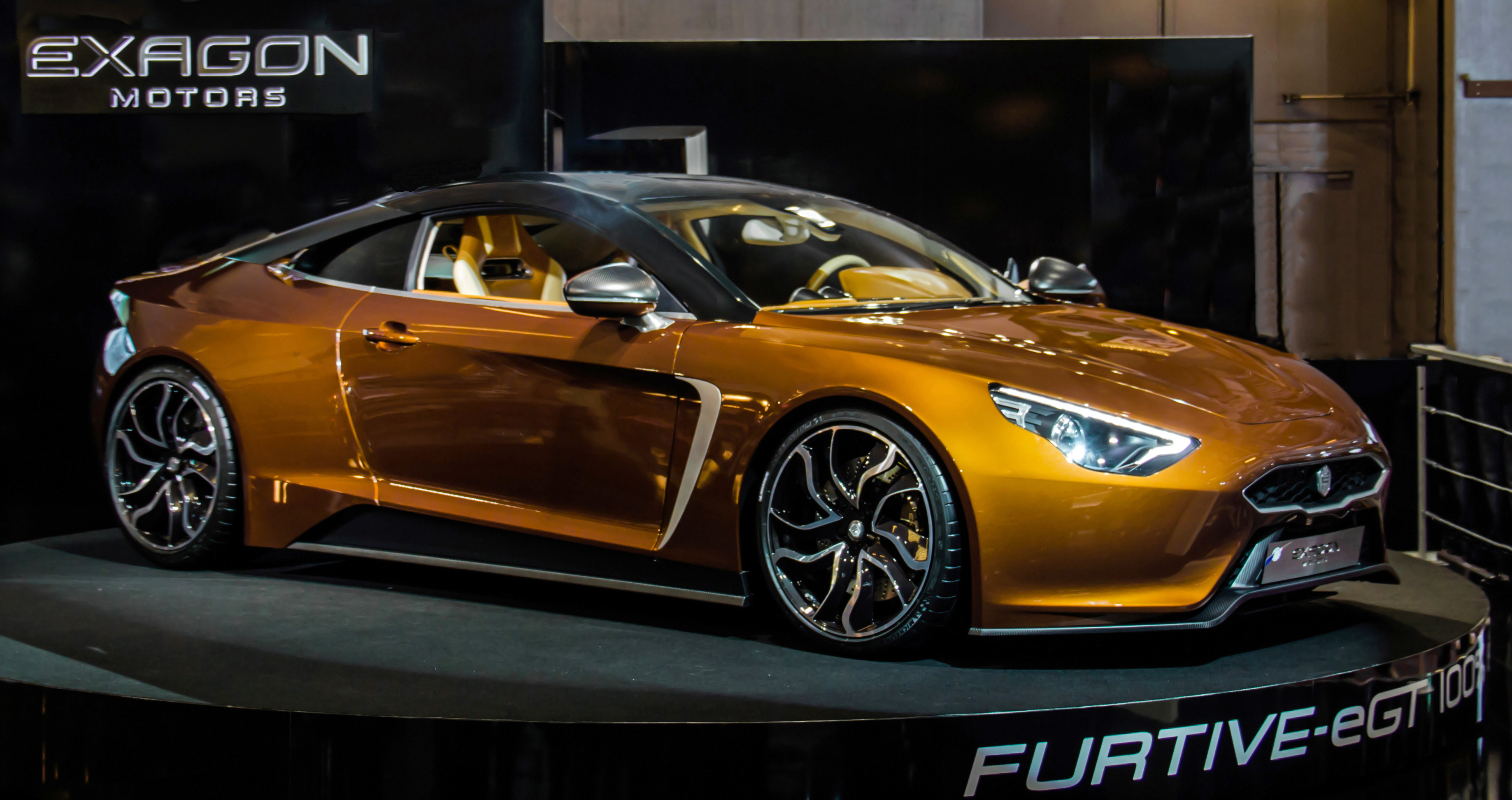
Der Furtive e-GT

Exagon Engineering war ein französisches Automobilkonstruktionsbüro und Rennstall am Circuit de Nevers Magny-Cours. Das Rennteam nahm an den Wettbewerben Tourenwagen-Weltmeisterschaft, der Supercopa Seat Leon und der Trophée Andros teil. Ab 2009 baute Exagon die Elektroautos der Trophée Andros Électrique.
Diese „Andros“-Autos wurden 2011 beim Großen Preis von Pau, einem der ersten Rundstreckenrennen für Elektroautos, eingesetzt.

## Geschichte
Exagon wurde 2004 von Luc Marchetti gegründet und wird von Cathy Muller, einer ehemaligen Rennfahrerin und Schwester von Yvan Muller geleitet. Das Team verdiente ihre ersten Meriten im Winter 2005, als sie einen Kia Rio aufrüsteten, mit dem Yvan Muller an der Trophée Andros teilnahm und auch im folgenden Jahr teilnehmen konnte.
Mit weniger Erfolg nahm das Team an verschiedenen Wettbewerben, wie der französischen GT-Meisterschaft, der FIA-GT-Meisterschaft und der französischen Rallyecross-Meisterschaft teil.
Erst ab 2007 nahm Exagon regelmäßig an der Tourenwagen-Weltmeisterschaft teil. Am Steuer waren der belgische Fahrer Pierre-Yves Corthals und der Marokkaner Mehdi Benanni.

## Furtive e-GT
Auf dem Pariser Autosalon 2010 stellte Exagon Motors den Prototyp eines Sportwagens, den Furtive-eGT vor. Die Auslieferung des ersten von geplanten 1500 Serienfahrzeugen erfolgte Mitte 2014.

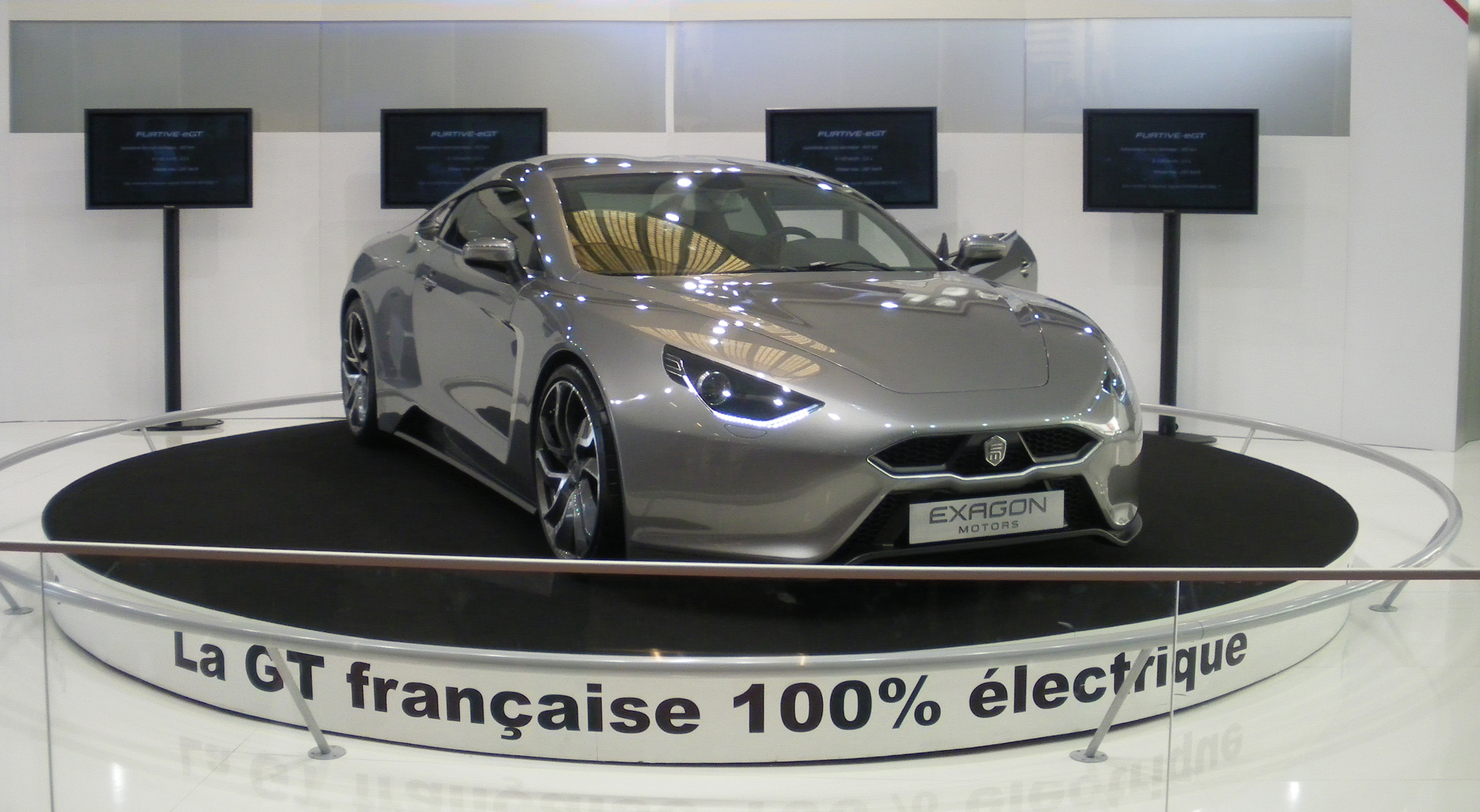
Furtive e-GT auf dem Pariser Autosalon 2010
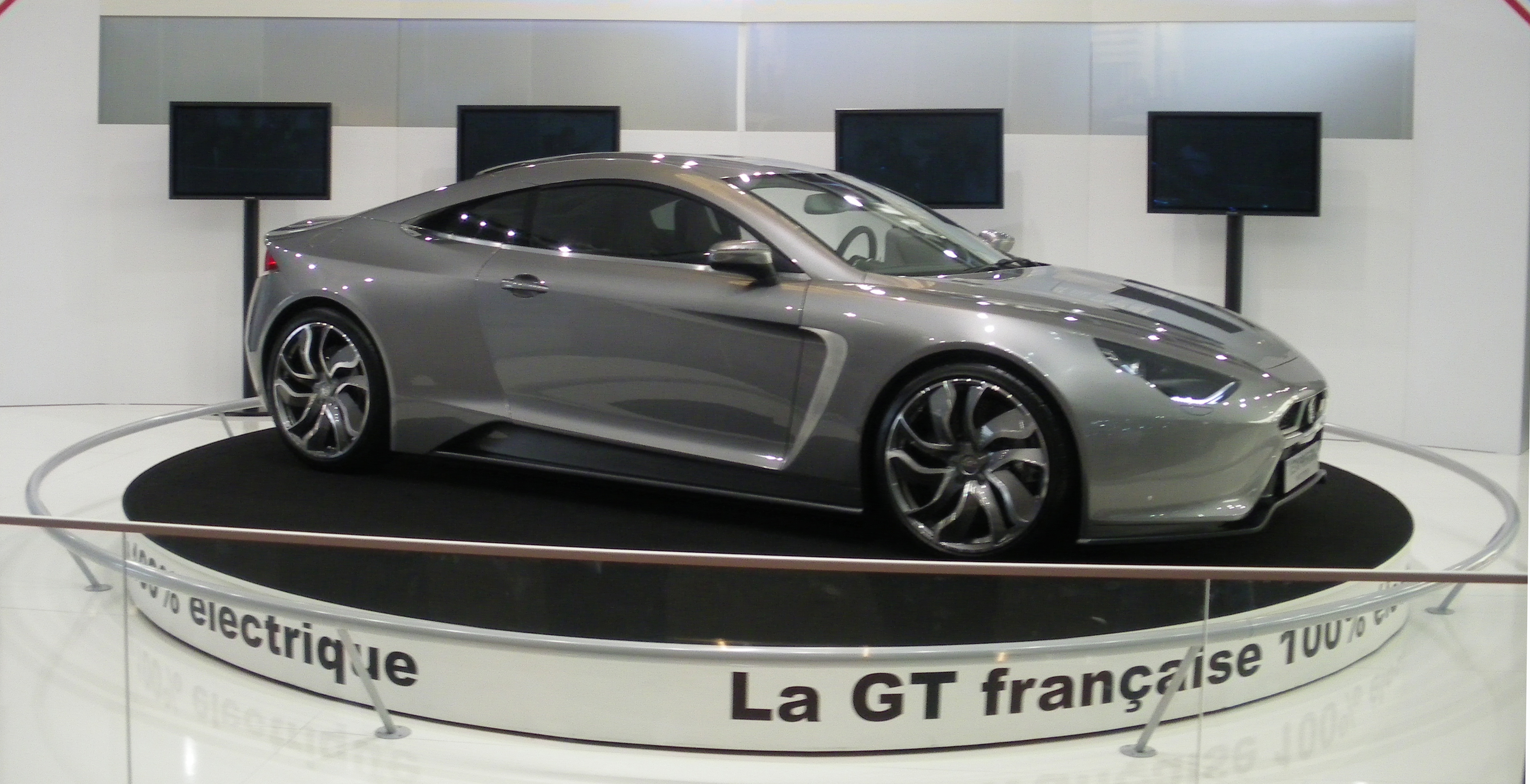
Furtive e-GT auf dem Pariser Autosalon 2010